# Sinopliosaurus
Sinopliosaurus weiyuanensis
Genre
Espèce
Sinopliosaurus est un genre fossile de plésiosaures pliosauridés, un type de « reptile marin » à cou court, ayant vécu du Jurassique moyen (Bathonien) au Crétacé supérieur (Cénomanien) (des restes de Sinopliosaurus contestés ont été datés du Toarcien). Ses fossiles n'ont été découverts qu'en Chine.
L'espèce type et seule espèce, Sinopliosaurus weiyuanensis, a été nommée et décrite en 1944 par Yang Zhongjian.

## Présentation
Une autre espèce, S. fusuiensis, s'est révélée plus tard être basée sur les dents d'un dinosaure théropode spinosauridé.
S. weiyuanensis aurait vécu dans un environnement côtier et aurait cohabité avec le sauropode Sanpasaurus yaoi et un genre de stégosaures non décrit.
L'holotype, IVPP V140, se compose de trois vertèbres et d'une dent, découvertes dans une couche de la formation de Ziliujing (en).